# Triglachromis otostigma
Рід Triglachromis є монотиповим — складається з одного виду риб родини цихлові — Triglachromis otostigma (Regan 1920).